# Xã Black Hammer, Quận Houston, Minnesota
Xã Black Hammer (tiếng Anh: Black Hammer Township) là một xã thuộc quận Houston, tiểu bang Minnesota, Hoa Kỳ. Năm 2010, dân số của xã này là 245 người.